# Autonomie gérontologique groupes iso-ressources
Pour les articles homonymes, voir GIR.
Ne doit pas être confondu avec Échelle de performance.
La grille AGGIR (acronyme de « autonomie gérontologique groupes iso-ressources ») est un outil permettant d'évaluer le degré d'autonomie ou de perte d'autonomie des personnes, principalement des personnes âgées, qu'elles résident en institution ou à domicile, utilisée en France. Elle permet une homogénéité du codage au niveau national du groupe iso-ressources (GIR) d'une personne dont le score est un argument pris en compte dans la mise en place d'une aide à la personne.

## Historique
Les premières études menées sur des « case-mix classification systems » (CMCS) datent des années 1960 aux États-Unis,  avec les « Diagnosis Related Groups » (DRG) dans le domaine des courts séjours hospitaliers.  L’idée de base est que des groupes de patients similaires correspondent à des protocoles semblables de prise en charge. Pour cela sont créées des catégories majeures de diagnostics appelés « Major Diagnosis Categories » (MDC) à partir de la Classification internationale des maladies (CIM).  Les CMCS ont élargi leur domaine d’application dans d’autres secteurs de soins : les soins à long terme, les soins psychiatriques, les soins ambulatoires et les services de rééducation, puis  des recherches ont été menées pour appliquer la même méthode dans le secteur institutionnel des soins de longue durée.
En France dans le cadre du projet de création d’un Programme Médicalisé du Système d’Informations (PMSI) en gériatrie au début des années 90 une méthode de construction de groupes iso-ressources (GIR)  est proposée par un groupe pluridisciplinaire de chercheurs français. Il soumet l’idée que la détermination d’une échelle de GIR de personnes en perte d’autonomie doit se réaliser en deux étapes distinctes : d'abord une classification logique de la perte d’autonomie qui aboutit à des rangs homogènes de personnes âgées en perte d’autonomie évaluées par le modèle Géronte, puis  une classification finalisée qui détermine des groupes iso~ressources (GIR) en charge de soins gérontologiques à partir des rangs homogènes de la première étape.
La grille AGGIR (Autonomie, Gérontologie, Groupes Iso-Ressources) est aujourd’hui l’instrument national de mesure de l’état de dépendance d’une personne âgée à partir de laquelle on décide de l’aide qui lui est nécessaire.

## Utilisation
La grille AGGIR est utilisée pour l'obtention de droits pour les personnes âgées de plus de 60 ans : en premier lieu l'allocation personnalisée d'autonomie (APA).
Des contrats individuels d'assurance couvrant la garantie dépendance ont adopté la grille AGGIR.

## Définition du modèle
Le modèle AGGIR propose dix-sept points portant sur l'évaluation de la capacité d'une personne à réaliser les actes de la vie quotidienne. L'évaluation porte sur l'autonomie physique et psychique. Elle permet d'évaluer « ce que la personne » fait seule et discrimine « ce que la personne peut faire ou veut faire », les aides techniques (prothèse, déambulateur, fauteuil roulant…) étant considérées comme faisant partie de la personne.

## Description de l'outil
Les dix-sept items sont répartis en deux catégories : les variables discriminantes et les variables illustratives. Seules les dix variables discriminantes sont utilisées pour la détermination du « groupe iso-ressources » (GIR) de l'individu. Six groupes sont définis, allant de GIR 1 (dépendance totale) à GIR 6 (autonomie totale).
Chaque variable se décline en trois modalités de codage représentées par A, B et C, le calcul se faisant ensuite via un algorithme qui nécessitera son informatisation. Cet algorithme est détaillé dans l'annexe 2.2 de l'article R232-3 du Code de l'action sociale et des familles.
Seules les huit premières variables « discriminantes » ont un rôle sur la détermination du GIR. La simple lecture de l'algorithme montre que les variables déplacements à l'extérieur et communication à distance sont toujours affectées d'un coefficient nul.

### Codage des items
- Modalité A : la personne fait seule et spontanément, habituellement, totalement et correctement ;
- modalité B : la personne peut faire seule, mais ne le fait pas spontanément, ou/et correctement ou/et habituellement ou/et partiellement ;
- modalité C : la personne ne fait pas : il faut faire à sa place ou faire faire par quelqu'un d'autre.

Les modalités B et C se réfèrent également à l'aide apportée par les professionnels de la santé.

### Variables discriminantes
Les dix variables discriminantes évaluent :
- la cohérence : converser ou se comporter de façon logique et sensée ;
- l'orientation : se repérer dans le temps, les moments de la journée et les lieux ;
- la toilette corporelle, évaluant la toilette du haut (tête, tronc) et la toilette du bas ;
- l'habillage, évaluant les sous-items de l'habillage du haut, l'habillage moyen, et l'habillage du bas ;
- l'alimentation évaluant les sous-items du fait de servir et du fait de manger ;
- l'élimination qui évalue en fait la capacité de la personne à gérer l'hygiène de l'élimination et non la continence, évaluée sur deux sous-items : l'élimination urinaire et l'élimination fécale ;
- les transferts : se coucher, s'asseoir, se lever ;
- les déplacements à l'intérieur : avec ou sans moyens techniques ;
- les déplacements à l'extérieur : de la même manière que l'item précédent, mais à l'extérieur ;
- la communication à distance : utilisation d'un téléphone, d'une télé-alarme.

### Variables illustratives
- la gestion : gérer ses affaires, son budget, faire des démarches ou utiliser de l'argent ;
- la cuisine : préparer le repas ;
- le ménage : effectuer l'ensemble des travaux ménagers ;
- les transports : faire l'usage des moyens de transports (ou les commander) ;
- les achats : commander par correspondance ou faire des acquisitions directes ;
- le suivi du traitement : observance au traitement médicamenteux ;
- les activités du temps libre : avoir des activités culturelles, sportives, des passe-temps.

## Textes de référence
- Décret n°97-427 du 28 avril 1997 portant application de certaines dispositions de la loi n° 97-60 du 24 janvier 1997 tendant, dans l'attente du vote de la loi instituant une prestation d'autonomie pour les personnes âgées dépendantes, à mieux répondre aux besoins des personnes âgées par l'institution d'une prestation spécifique dépendance[3].
- Décret n° 2001-1084 du 20 novembre 2001 relatif aux modalités d'attribution de la prestation et au fonds de financement prévus par la loi n° 2001-647 du 20 juillet 2001 relative à la prise en charge de la perte d'autonomie des personnes âgées et à l'allocation personnalisée d'autonomie[4].
- Article L232-2 du code de l'action sociale et des familles[5]